# سن میشل سور اورژ
شهر سن میشل سور اورژ (به فرانسوی: Saint-Michel-sur-Orge) در شهرستان اسون در ناحیه ایل-دو-فرانس با جمعیت ۲۰٬۰۴۱ نفر در کشور فرانسه واقع شده‌است